# Yacimientos arqueológicos de Michoacán
Los yacimientos arqueológicos de Michoacán son vestigios de distintas culturas prehispánicas o precolombinas que se asentaron en el actual territorio del estado de Michoacán de Ocampo, México.
En Michoacán se asentaron diversas culturas entre las que destaca la presencia del pueblo purépecha ya que fue una cultura que se originó en el territorio michoacano, además de que establecieron la sede del imperio purépecha en la zona lacustre del Lago de Pátzcuaro en la región central de Michoacán. El antiguo pueblo purépecha tuvo una extensión por los actuales estados de Michoacán, Guanajuato, Querétaro y parte de Jalisco y Guerrero principalmente.
Otras culturas precolombinas que se asentaron en Michoacán en la época prehispánica fueron los nahuas, matlatzincas, tecos y chichimecas, entre otros. Actualmente en Michoacán existe la presencia de comunidades de las culturas náhuatl, mazahua, otomí y purépecha.

## Purépechas
El pueblo purépecha tuvo asentamientos importantes en la región central del estado, siendo principalmente en la zona conocida como la Meseta Tarasca donde sobresalen los alrededores del lago de Pátzcuaro.
Los purépechas fue el único pueblo prehispánico que no pudo ser sometido por el imperio azteca o mexica. Fueron tres los intentos de los aztecas por tenerlos bajo su yugo. 
En la época de la conquista española los aztecas fueron a solicitar ayuda a los purépechas para enfrentar juntos a los conquistadores españoles, pero los purépechas no respondieron, aparte de su enemistad, porque consideraban que el fin de las culturas mesoamericanas estaba cerca después de avizorarlo al paso de un cometa, de acuerdo a su cosmogonía religiosa. La mayoría del pueblo purépecha se unificó al nuevo orden, debido a su adopción del cristianismo promovido por la evangelización de los frailes misioneros, aunque hubo insurrecciones. Posteriormente con la obra del primer obispo de Michoacán Vasco de Quiroga el pueblo purépecha tuvo una transformación cultural. Relevante información sobre la historia y cultura del pueblo purépecha se conoce hoy en día gracias al documento conocido como La Relación de Michoacán que realizara el fraile franciscano Jerónimo de Alcalá en el siglo XVI durante la época de la conquista y evangelización española de la Nueva España.

## Zonas arqueológicas

### Zona arqueológica de Tzintzuntzan
Ubicada en el poblado de Tzintzuntzan en el municipio del mismo nombre. El asentamiento se ubica en la ladera del cerro Yahuarato, donde se hizo una explanada. La ubicación permitía tener dominio visual del Lago de Pátzcuaro, además de brindar protección. La zona está conformada por cinco pirámides denominadas yácatas, que presentan forma rectangular y semicírcular desde su base escalonada, además de otros conjuntos arquitectónicos. Las yácatas fueron el principal centro ceremonial. El sitio fue la última capital del imperio purépecha. Cuenta con un pequeño museo arqueológico.

### Zona arqueológica de Ihuatzio
Ubicada en el poblado de Ihuatzio en el municipio de Tzintzuntzan. El asentamiento se ubica en una meseta artificial. La zona está conformada por diversas estructuras entre las que se encuentran en una plaza dos pirámides de forma rectangular. Asimismo, se encuentran en otra plaza, tres pequeñas pirámides tipo yácatas que no están abiertas al público, además de otras estructuras como un mirador en forma circular y murallas. En el sitio se han encontrado esculturas de piedra que representan a un chac mool y coyotes, entre otras piezas.

### Zona arqueológica de Huandacareo
Ubicada en las cercanías del poblado de Huandacareo, en el municipio del mismo nombre. Se localiza sobre una loma de ligera pendiente que presenta vista del lago de Cuitzeo. La zona está conformada por diversas estructuras, entre las que se encuentran las denominadas como “La plaza hundida”, el “Montículo 1”, que es una pirámide yácata, el “Montículo 2”, de forma rectangular, el "Patio de tumbas”, entre otras estructuras. Periodo: 1200 a. C. - 1521.

### Zona arqueológica de Tres Cerritos
Ubicada en el municipio de Cuitzeo en la ribera del Lago de Cuitzeo. La zona está conformada por diversas estructuras que formaban cámaras funerarias, actualmente se conservan el denominado “Montículo 1”, que presenta tres plataformas de piedra, además de los montículos 2 y 3, así como una plaza central con adoratorio en medio. Periodo: 900 - 1200.

### Zona arqueológica de San Felipe los Alzati
Ubicada en el poblado de San Felipe de los Alzati en el Municipio de Zitácuaro. El asentamiento se ubica en la ladera del cerro Zirahuato, también llamado Coatepec, contando con vista al Valle de Quencio. El sitio fue habitado por la cultura Mexica, sirvió para vigilar los límites con el imperio Purépecha. La zona está conformada por cinco grupos de estructuras, donde actualmente solo está explorado un grupo donde se encuentran dos pirámides y una plaza. Actualmente en la zona habitan comunidades de la cultura otomí y Mazahuas. 
Periodo: 1200 - 1521.

### Otros sitios con vestigios arqueológicos de la cultura purépecha
- Sitios en la ciénega de Zacapu

Entre los sitios arqueológicos del municipio de Zacapu se encuentran:
- - Zona La Crucita: es un cerro donde se encuentran los centros ceremoniales de las yácatas de “Tucup-Achá” y de “Querenda-Angapeti”, así como estructuras que conformaban palacios.
  - Zona Las Iglesias: llamado el "Mal País Negro", se encuentran vestigios de una pirámide cuadrangular, pirámides yácatas, casas, entre otras estructuras.
  - Zona Loma Alta: es un cementerio del antiguo imperio purépecha en el que se encuentran tumbas y otros centros ceremoniales desde el año 2000 a. C.

- Sitios en Ario de Rosales

En el municipio de Ario de Rosales, al norte de la ciudad del mismo nombre, se encuentran vestigios de lo que fueron pirámides yácatas.
- Tarecuato

En el poblado de Tarecuato en el municipio de Tangamandapio, se encuentra el conjunto conventual franciscano de Tarecuato el cual fue construido sobre la base de una estructura piramidal purépecha. Hoy en día se puede ver el basamento escalonado que le sirve de atrio.
Antes de la llegada de los Tarascos a Michoacán, existieron una gran diversidad de culturas que están muy asociadas a movimientos culturales del periodo clásico como lo Teotihuacano y la fase Loma Alta. En Michoacán se encuentran varios sitios pre-tarascos como lo es la Loma de Santa María, la propia Loma Alta, Tingambato, el cerro de los Chichimecas (Zaragoza), etc.

### Zona arqueológica de Tingambato
Ubicada en el municipio de Tingambato, en las cercanías del poblado del mismo nombre. La zona está conformada por diversas estructuras entre las que se encuentran dos pirámides ceremoniales, tumbas funerarias, cuartos de lo que sería un palacio, dos plazas con altares en su centro, una cancha de juego de pelota, entre otras. Destaca el diseño de las pirámides que no presentan el formato de las yácatas y de otras estructuras de la cultura purépecha, sino que es de diseño similar a las pirámides de Teotihuacán en el estado de México. Asimismo la cancha de juego de pelota es similar a las ubicadas en Tula y en Xochicalco. Se considera que, alrededor del año 900, el sitio quedó completamente abandonado por sus originarios pobladores sin que se conozcan las causas. Por otra parte se considera que los purépechas pudieron haber construido en el sitio altares ceremoniales. Periodo: 200 - 900.

### Otros sitios con vestigios arqueológicos
- Sierra Costa de Michoacán

En los municipios costeros de Lázaro Cárdenas, Aquila  y Coahuayana, se han encontrado objetos prehispánicos.
En la desembocadura del río Balsas, entre los límites de los estados de Michoacán y Guerrero, se han detectado vestigios de asentamientos prehispánicos que no pertenecen a la cultura purépecha, pero que parecen tener relación con asentamientos del centro del país como Teotihuacán y Tula, también pueden tener relación con la cultura denominada como "Matlatzinca o Pirinda". Actualmente en la región costera de Michoacán existen diversas comunidades de la cultura nahua.

## Yacimientos arqueológicos de otras culturas prehispánicas
- Sitios en el Valle de Zamora-Jacona
  - Zona arqueológica El Opeño

Ubicada en las cercanías de Jacona de Plancarte, en el municipio del mismo nombre. La zona está conformada por diversas estructuras funerarias de lo que parece ser una necrópolis. Se considera que estas tumbas son las más antiguas de Mesoamérica. No se ha detectado con precisión a qué cultura pertenece este asentamiento que se considera data del periodo (1800 a. C.-1400 a. C.). 
El asentamiento se ha relacionado con alguna cultura establecida en el occidente México, como la cultura Capacha, inclusive con otros asentamientos funerarios conocidos como la "tradición de las tumbas de tiro". El área fue uno de los sitios sometidos al dominio del imperio purépecha.
- Cerro del Curutarán

En el municipio de Jacona de Plancarte, se ubica el cerro del Curutarán, donde se han encontrado vestigios arqueológicos como tumbas y petrograbados en las paredes del cerro y pinturas rupestres, las cuales no se pueden apreciar debido a pintura moderna, estos vestigios parecen ser de una cultura de origen chichimeca.
- Zona arqueológica Mesa de Acuitzio

Ubicado a 15 km al sureste de la ciudad de La Piedad, en el municipio del mismo nombre. El asentamiento se localiza en una ligera colina en las inmediaciones del río Lerma y tiene como fondo un acantilado. Está conformado por diversas estructuras donde se han identificado varios conjuntos arquitectónicos: basamentos piramidales, plazas, terrazas agrícolas y habitacionales, plataformas y una cancha para juego de pelota. Hasta ahora se han explorado y restaurado solo una parte de los edificios que conforman el área pública con arquitectura monumental. Una de sus características principales es la presencia de manifestaciones gráfico rupestres en su modalidad de petrograbado, ya sea en afloramientos naturales de roca, en bloques aislados y en bloques de piedra utilizados en la construcción de los edificios. Erróneamente se considera que el sitio fue habitado por los chichimecas, confusión provocada porque la gente de los alrededores se refiere al sitio como "Cerro de los Chichimecas". Hasta hoy se desconoce el grupo étnico que ahí habitó. Fechamientos mediante la técnica del C14 permiten asegurar que este sitio arqueológico fue ocupado durante el período epiclásico, es decir, entre los años 600 y 900 de nuestra era. 
- Loma de Santa María de Guido

En Morelia, en el municipio del mismo nombre, se localiza al sur de la ciudad la Loma de Santa María de Guido, donde se han encontrado objetos prehispánicos. Incluso se localizó una pirámide (yácata), la cual fue destruida. El sitio que ya no existe tuvo una fuerte relación con la cultura Teotihuacana. También se encontró una gran cantidad de cerámica asociada a la Fase Loma Alta.